# Sculpture gothique
Pour les articles homonymes, voir Gothique.

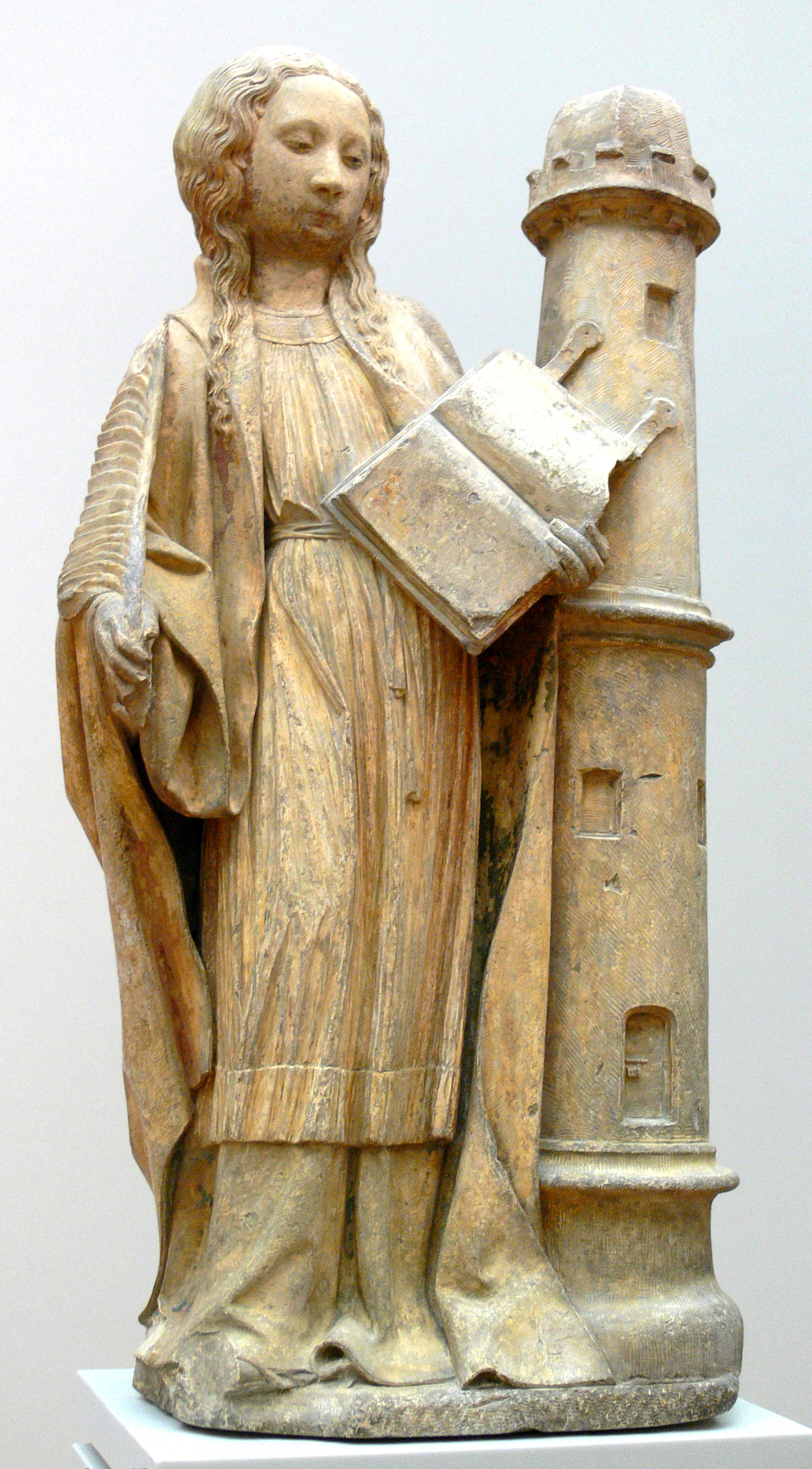
Sainte Barbe (vers 1430), Claus de Werve, Bode-Museum, Berlin.

La sculpture gothique est  intimement liée à l'architecture gothique qui s'épanouit dans la seconde partie du Moyen Âge en Europe occidentale. Il s'agit au départ d'une sculpture monumentale, immeuble par destination, mais son étude concerne également celle de la sculpture funéraire, du mobilier et des objets somptuaires.

## Généralités
Les matériaux des imagiers sont multiples : la pierre, d'abord, en fonction des régions (granite, grès, calcaire, marbre, albâtre), mais aussi l'ivoire et le bois.
Les œuvres les plus nombreuses sont au départ les sculptures religieuses qui ornent les entrées et les portails des églises. Ensuite se développe un art funéraire de plus en plus travaillé, qui aboutit au XVe siècle à des œuvres aussi achevées que le Tombeau du duc de Bourgogne, Philippe le Hardi. Au fil du temps, et avec les progrès de la dévotion privée, on voit apparaître des œuvres de plus petite taille qui sont transportables.
Le travail commence par un dessin préliminaire, ou une maquette (terre, argile, plâtre ou pierre), puis la mise au point, ensuite la pierre est dégrossie. Ce sont souvent les apprentis ou les élèves qui se chargent des parties les moins délicates, le maître se réservant les visages ou les mains. Jusqu'à la fin du XIIIe siècle en France, les statues sont ensuite peintes de couleurs vives.
La sculpture connaît un vif essor lié aux chantiers des grandes cathédrales.

### Sculpture décorative et monumentale

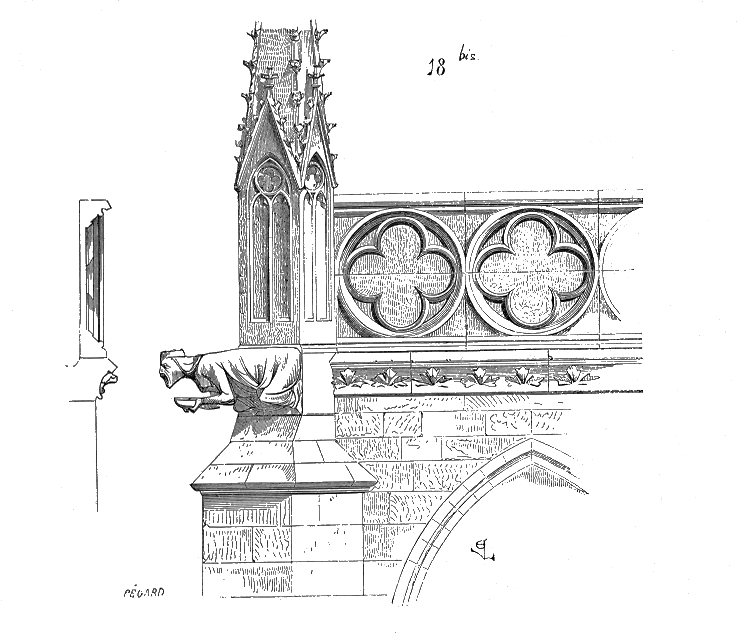
Dijon, cathédrale Saint-Bénigne, balustrade d'Eugène Viollet-le-Duc.

La sculpture monumentale, c'est-à-dire celle qui décore les monuments, est plus généralement taillée dans la pierre (les sculptures exécutées dans des matériaux périssables ne nous seront pas parvenues). Sont principalement représentés des thèmes religieux issus de la Bible ou de la vie des saints popularisée par la Légende dorée (1262) de Jacques de Voragine. Les bâtiments d'habitation sont souvent peu décorés, mais il existe des exceptions. Sur les habitations, seul le pourtour des fenêtres et l'encadrement des portes sont le plus souvent surmontés d'arcs en accolade nervurés. Le reste de l'habitation devait être enduit d'une chaux colorée, dont nous ne possédons que peu de traces. L'armature de bois, trop sensible aux intempéries et aux incendies, n'était pas visible. On ne peut observer de la pierre que dans les demeures des plus riches.

### Les styles gothiques dans l'ordre chronologique
Les styles de la sculpture gothique sont les mêmes que dans les autres arts figurés mais ils ont bénéficié d'études et de datations plus précises, grâce à la datation des sculptures monumentales (statues et reliefs) par la date connue de l'édifice lui-même.
- La première sculpture gothique (vers 1130-vers 1180) correspond au premier art gothique. Elle est représentée en particulier à Saint-Denis, Chartres (portail royal), Notre-Dame de Paris (portail Sainte-Anne), Senlis et par plusieurs portails à statues-colonnes.
- Le style 1200 (douze cents) se caractérise par ses plis mouillés et un recours aux modèles antiquisants, vers 1180-1220. Ses premières expressions sont visibles à la statue de saint Étienne du trumeau de Sens (voir photo)  et au transept de Chartres, puis aux médaillons du portail central (Jugement dernier) de Notre-Dame de Paris et, sans doute vers 1230, au bras sud de Strasbourg (pilier des anges et portails avec les célèbres Église et Synagogue conservées au musée de l'Œuvre) et dans le domaine germanique à Bamberg.
- À partir de 1230, un nouveau style s'observe à Amiens (en particulier avec le Beau Dieu d'Amiens) et au portail du Couronnement de la Vierge de Notre-Dame de Paris. D'abord connu et caractérisé au XIXe siècle à partir de la statuaire de la cathédrale de Reims (en particulier l'Ange au sourire) d'où son ancienne appellation de "style rémois", il est le plus souvent nommé, et de préférence, « style parisien » ou « nouveau style parisien » et parfois « style Saint Louis », mais aussi « style dur » en allemand (hartbrüchig) et "block-style" ou "block style" en anglais[4]. Il est particulièrement bien représenté par les statues des apôtres de la Sainte-Chapelle conservées au musée de Cluny à Paris et par la statue de Childebert provenant de Saint-Germain-des-Prés, au Louvre (voir photo).

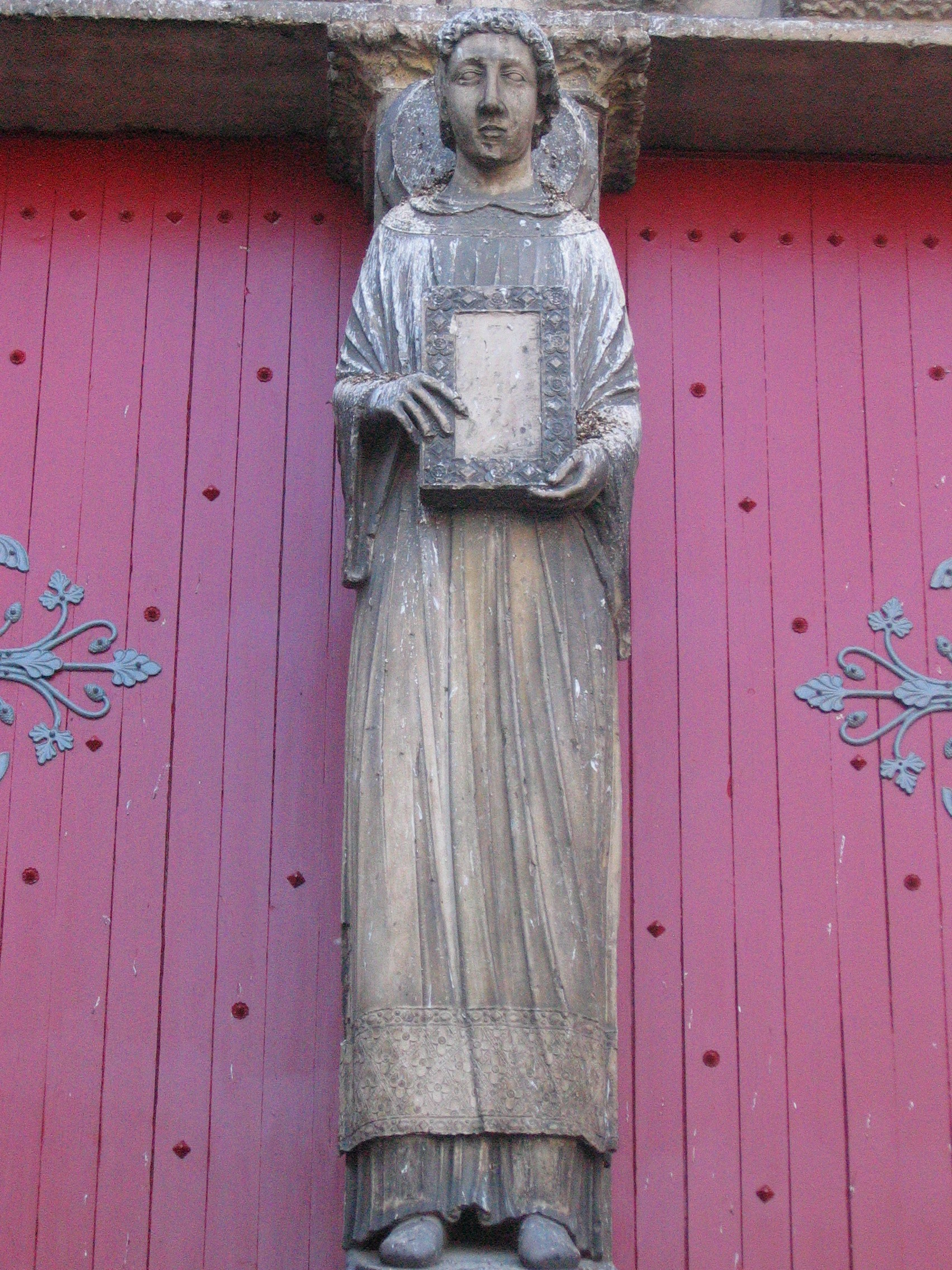
Cathédrale Saint-Étienne de Sens, statue de saint Étienne, trumeau du portail central de la façade occidentale (style 1200).
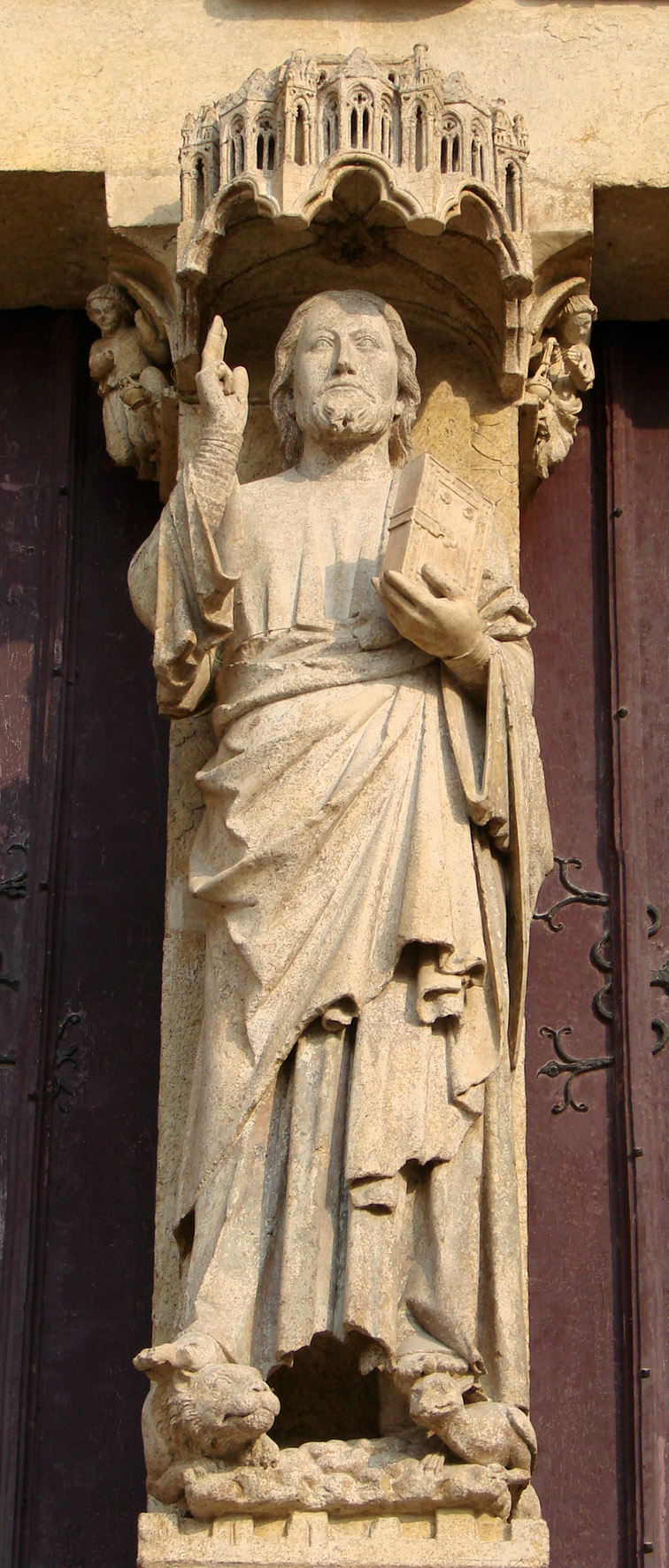
Cathédrale Notre-Dame d'Amiens, statue du Beau Dieu d'Amiens, (vers 1230).
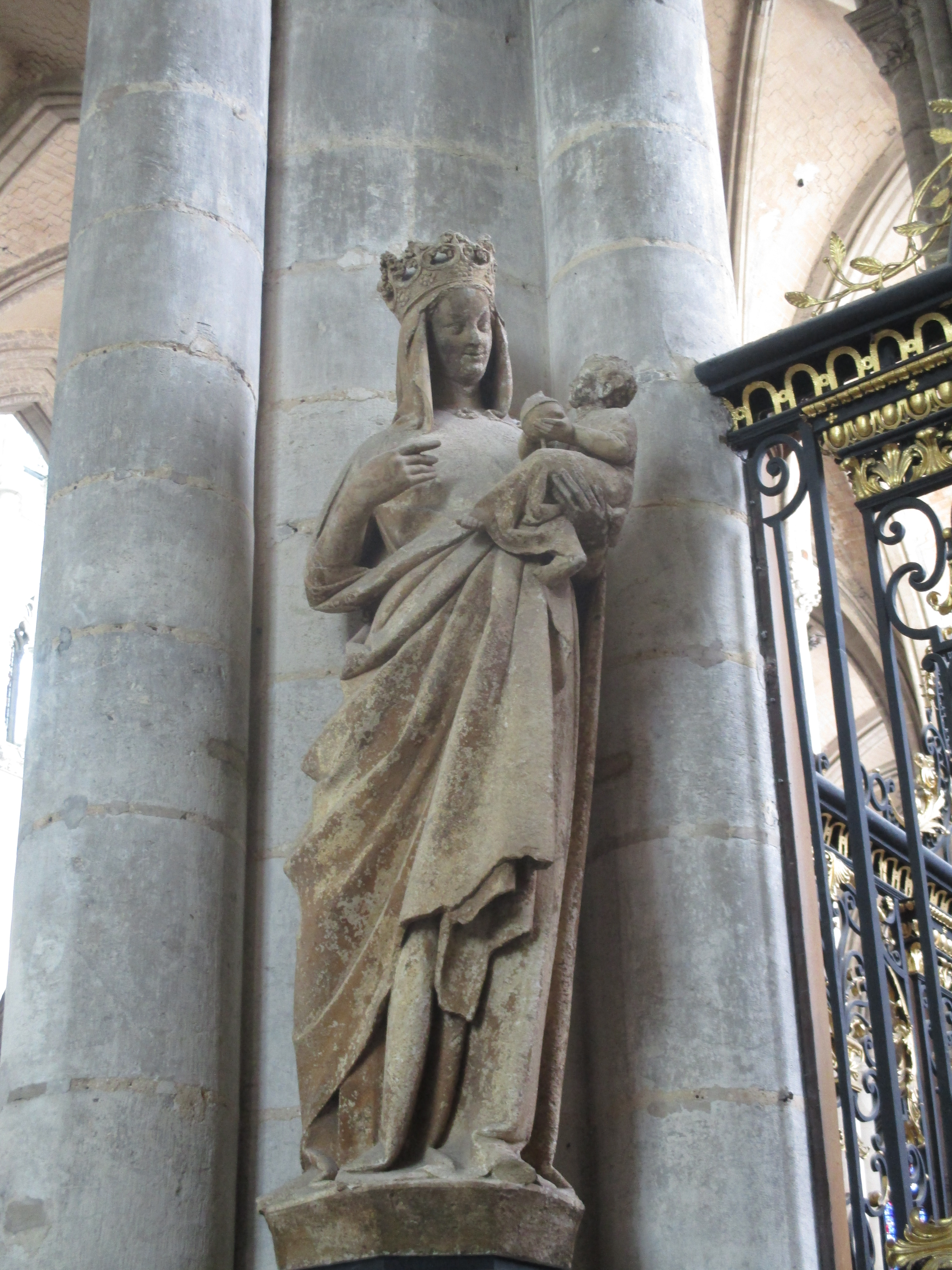
Cathédrale Notre-Dame d'Amiens, statue de la Vierge dorée (vers 1240).
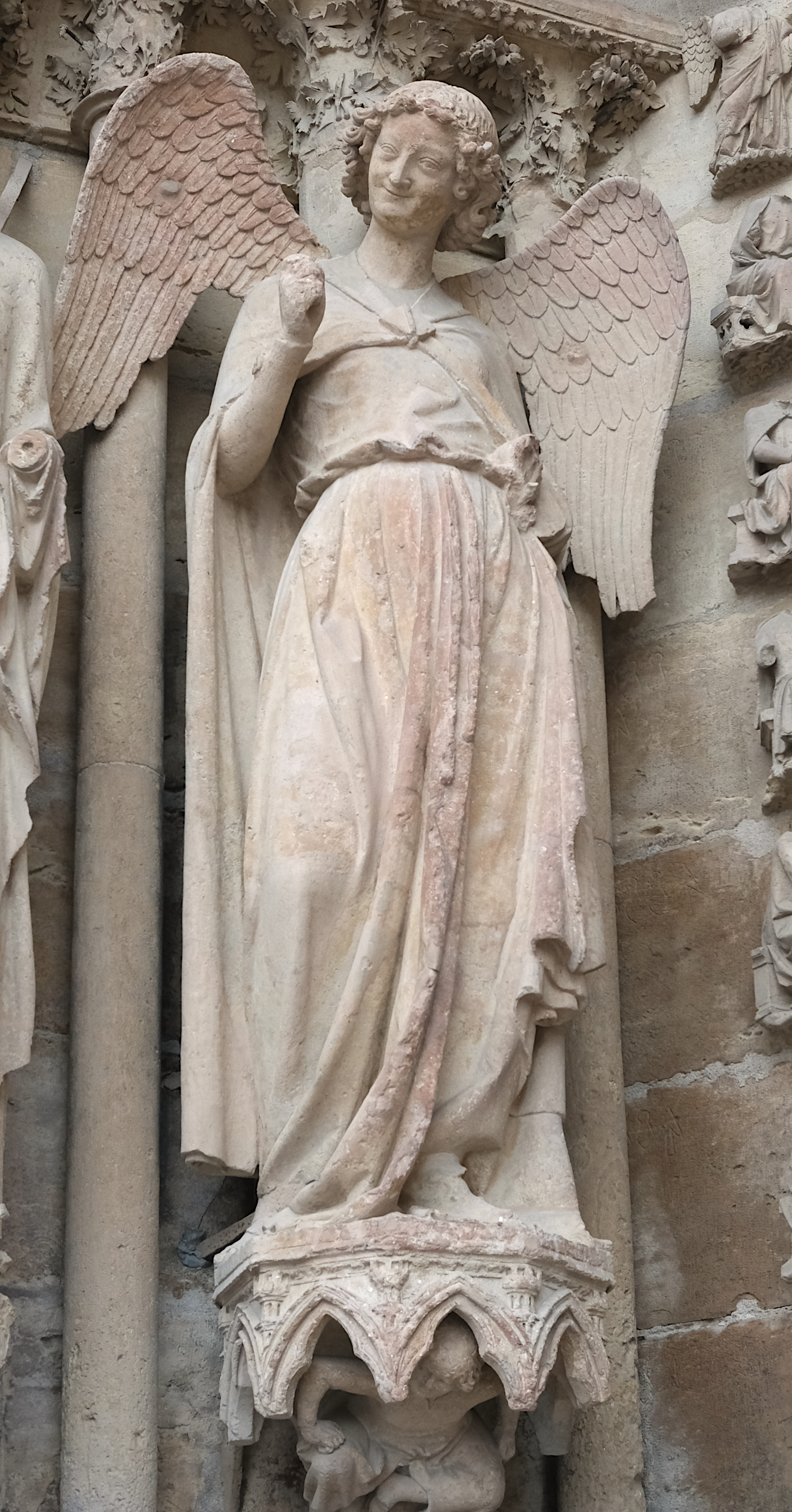
Ange au Sourire, portail de la cathédrale de Reims (vers 1240).
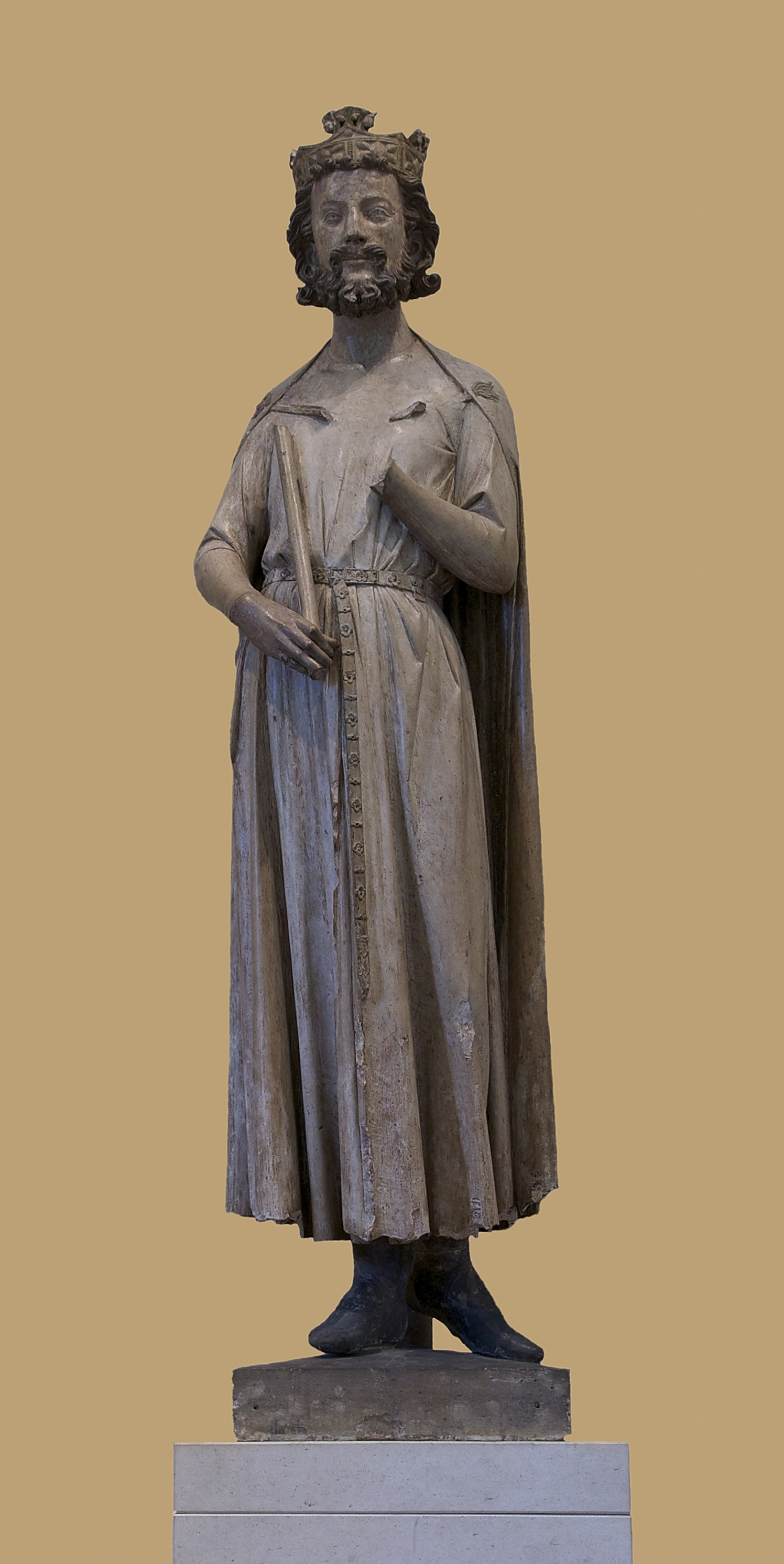
Statue de Childebert, fondateur de l'abbaye Saint-Germain-des-Prés (1239-1244), Musée du Louvre.
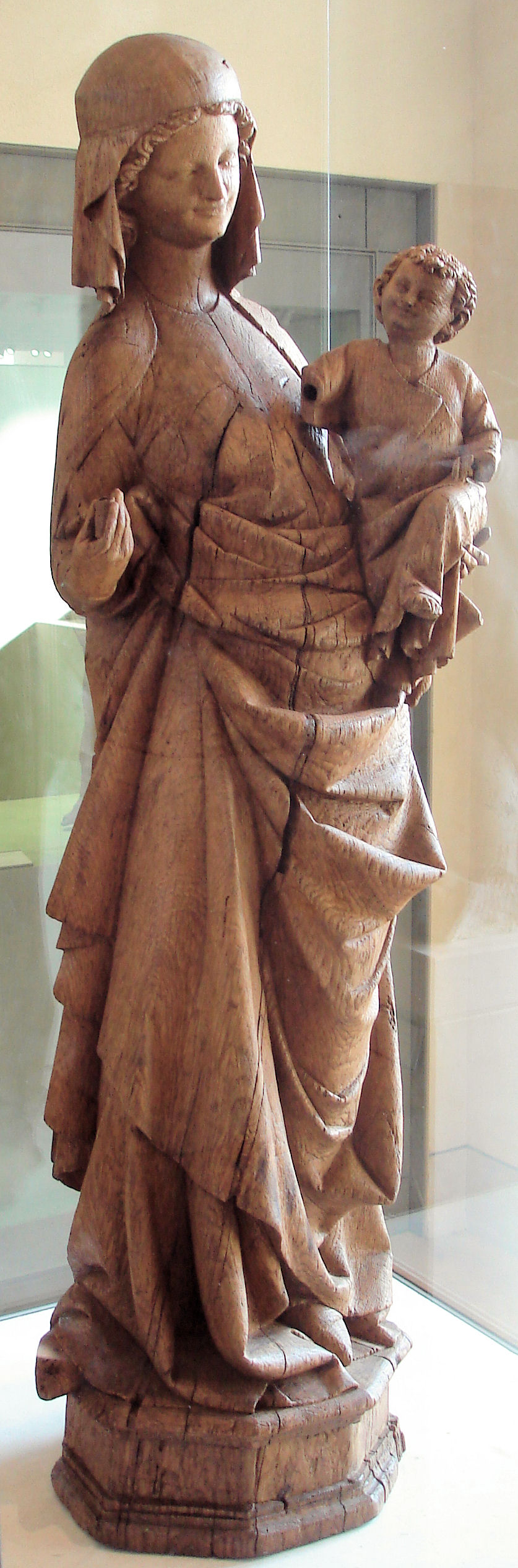
Vierge d'Abbeville, en chêne, vers 1270 (Musée du Louvre).

### Mobilier
Le mobilier est généralement sculpté de rinceaux et d'entrelacs rappelant l'enluminure et le travail du métal en Angleterre à cette même période. Comme dans la construction des édifices religieux, le goût est à la transparence, aux percées. Les objets mobiliers royaux, les seuls à avoir été conservés, sont des créations de bois travaillées de manière minutieuse.

### Sculpture funéraire
La sculpture funéraire devient figurative. Dans les églises sont ensevelis — dans la mesure de l'espace disponible — les membres dirigeants de la communauté ecclésiastique et de la noblesse locale : simples dalles funéraires qui pavent le sol, ou suivant la qualité du défunt, un gisant en haut-relief sur un socle. Suivant la tradition romane, c'est une sculpture en pied en bas-relief. Le défunt n'est pas allongé. Il est sculpté debout puis la pierre est posée à l'horizontale. La figuration du mort est assez schématique et géométrisée. Puis la sculpture prend du volume. Les sculpteurs représentent un corps, toujours debout, les yeux ouverts. Ensuite, les yeux se ferment, mais le personnage n'est pas mort. Il semble dormir. Ses traits ne sont pas tirés, mais ils sont reposés. Là se crée une différence entre les hommes et les femmes. Les hommes dorment, tandis que les femmes sont représentées mortes. Les plis des vêtements de femme tombent vers le sol et leurs traits sont tirés. Enfin, à l'extrême fin du Moyen Âge, au début de la Renaissance, le corps se dessèche jusqu'à représenter un cadavre ou un squelette qu'on appelle le « transis ».

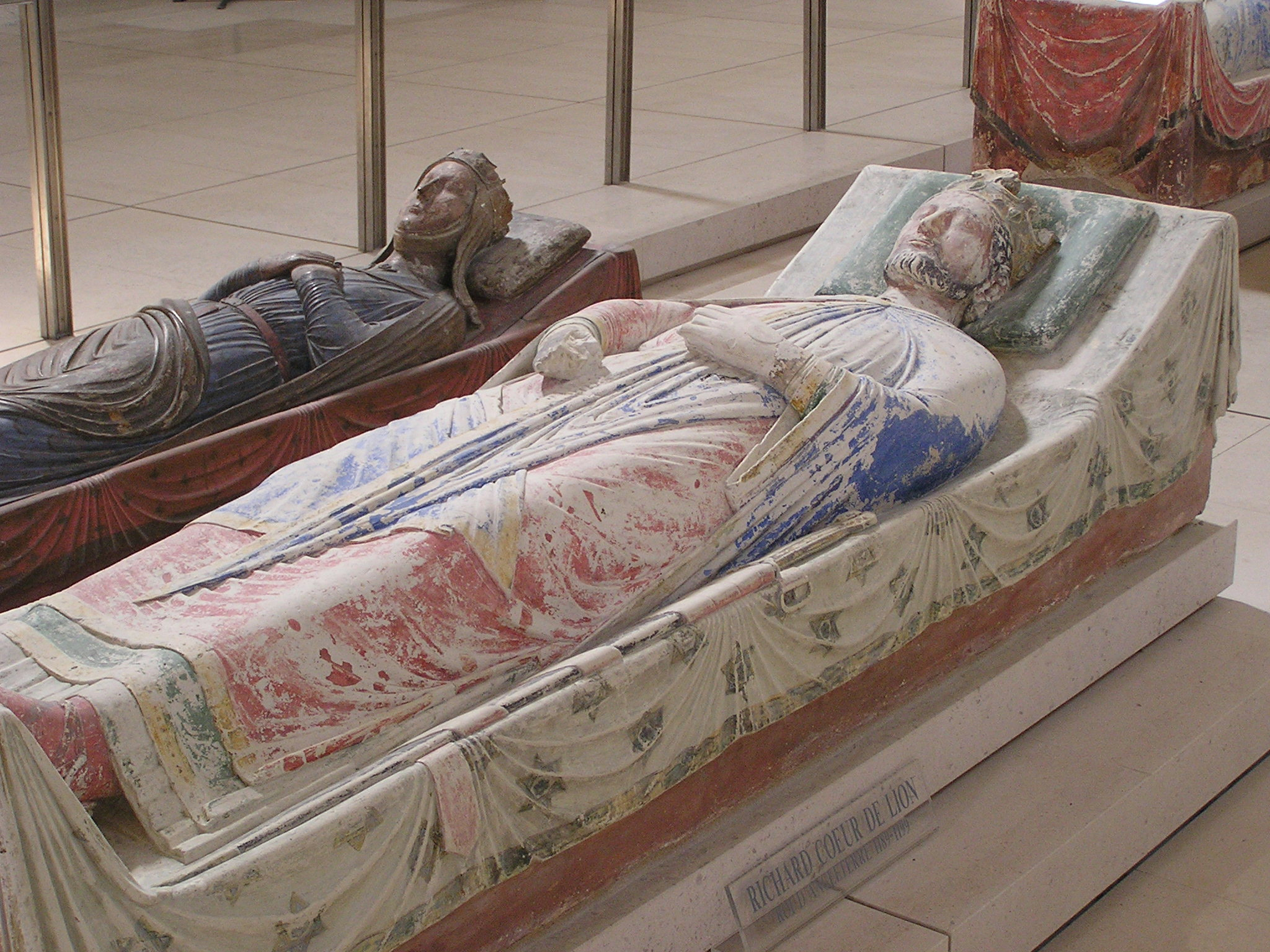
Abbaye Notre-Dame de Fontevraud, gisant de Richard Cœur de Lion (début XIIIe siècle).
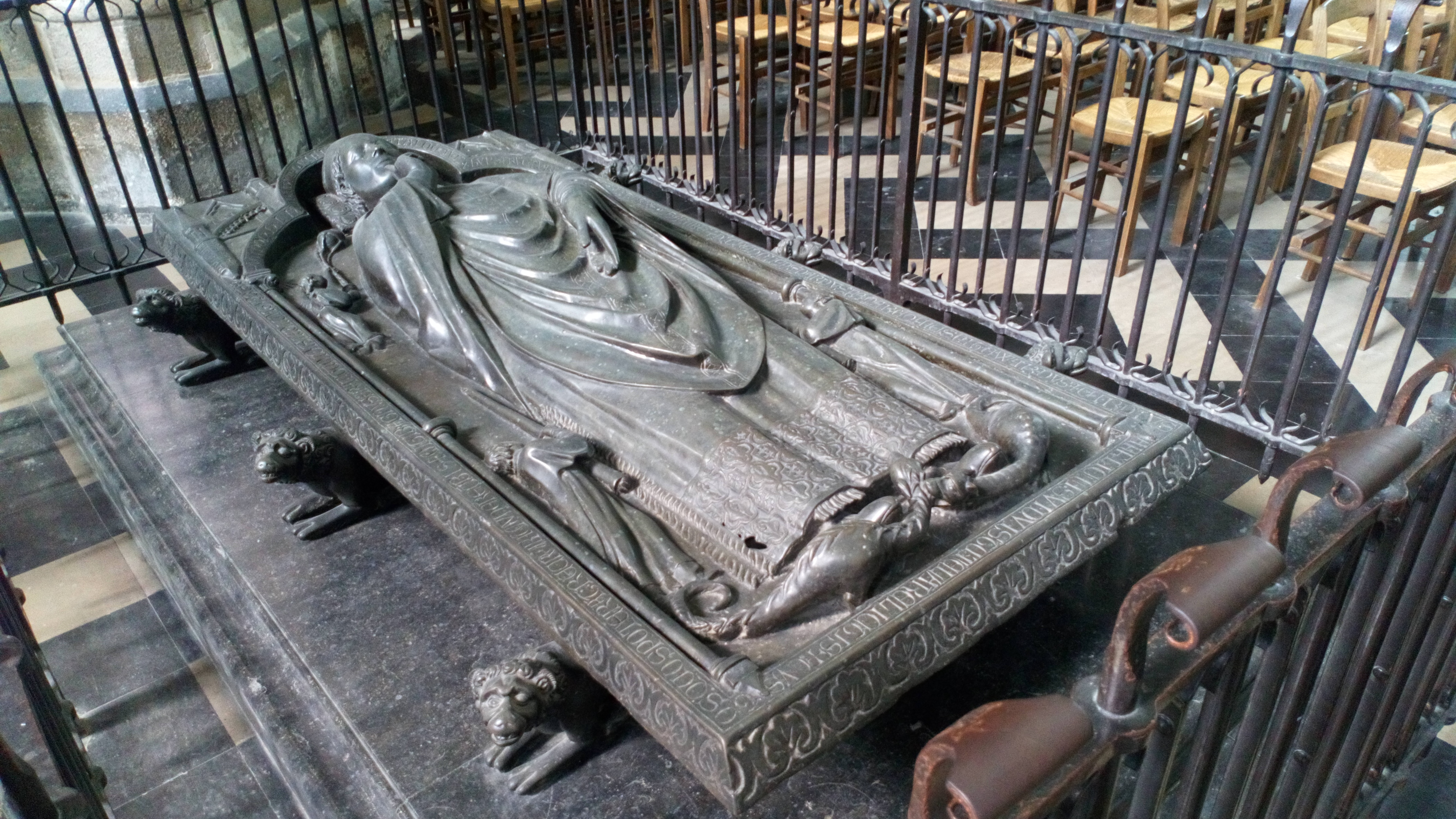
Cathédrale d'Amiens, gisant en bronze de l'évêque Evrard de Fouilloy (XIIIe siècle).
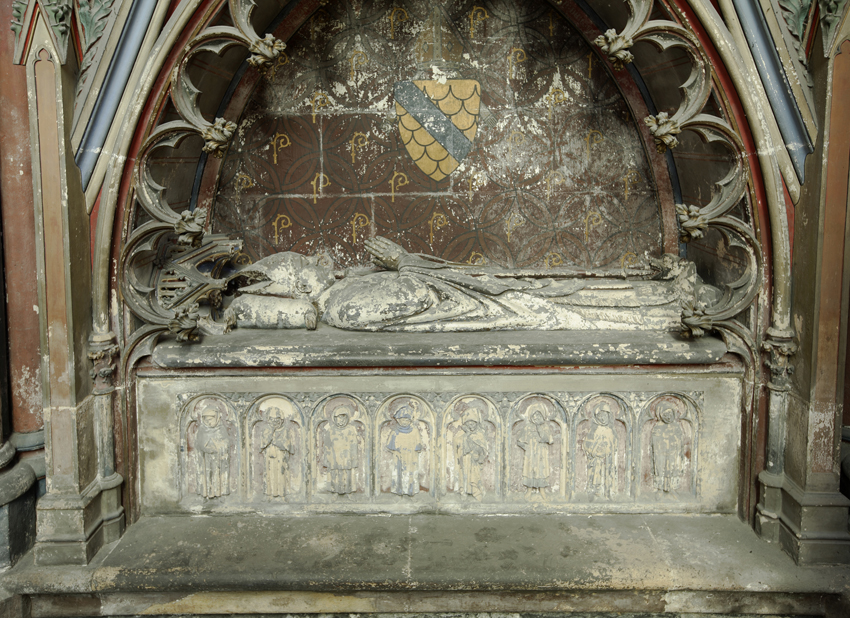
Cathédrale Notre-Dame d'Amiens, gisant de Simon de Gonçans, évêque d'Amiens (XIVe siècle).
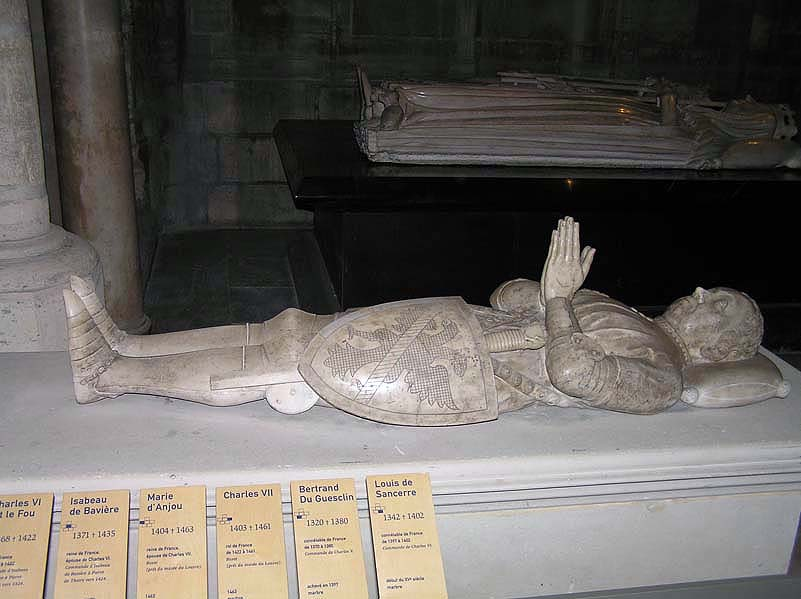
Basilique de Saint-Denis, gisant de Bertrand du Guesclin (XIVe siècle).

### Objets somptuaires

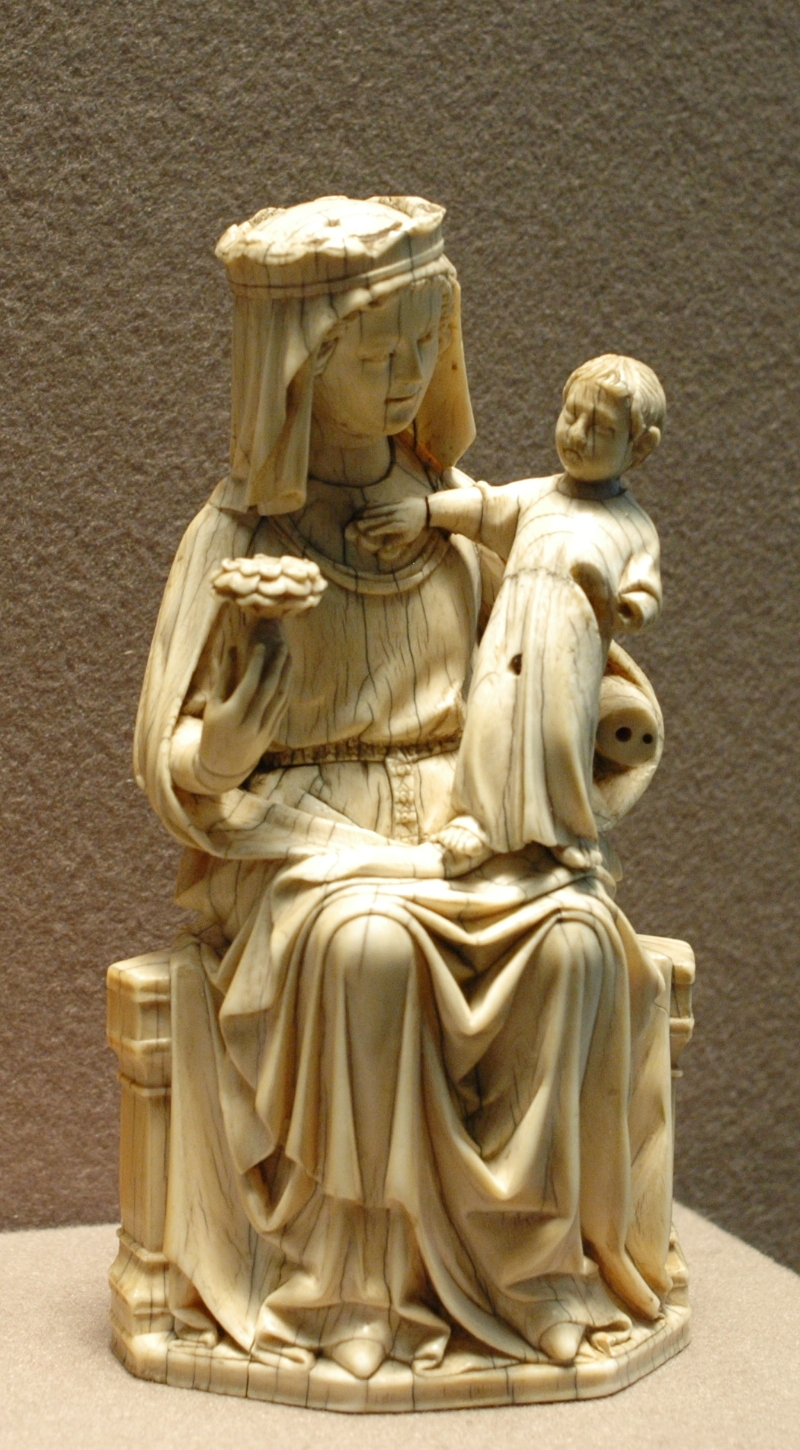
Vierge à l'enfant en ivoire du XIIIe siècle, petit format, Musée du Louvre.

La sculpture d'objets somptuaires, c'est-à-dire des objets précieux de petite taille pouvant être transportés connaît un essor inégalé durant toute la période médiévale. Ces objets ont été conservés parce qu'ils ont longtemps été identifiés comme des objets italiens, car, à partir de la Renaissance jusqu'au milieu du XIXe siècle, les créations artistiques médiévales de tous genres ont été très souvent détruites ou malmenées puisque considérées comme un art médiocre.
Les objets qui nous sont parvenus ont le plus souvent appartenu à des familles nobles qui les ont transmis de génération en génération ou, pour les objets religieux, ont été conservés dans les trésors des monuments comme des reliques. Les objets les moins malmenés ont été les Vierge à l'enfant sculptées puisque ce sont des objets sacrés.
À partir du XIIIe siècle, la sculpture sur ivoire est très appréciée. D'abord reprenant des thèmes religieux, un art profane émerge sur les objets d'usage courant comme les peignes, les miroirs, les coffrets, les manches de poignards ou ceux des rasoirs, les gravoirs, les tablettes à écrire, etc au XIVe siècle.
Paris semble, à ce jour, être l'un des plus importants centres de la production d'ivoires sculptés. Cet art portatif permet aux images locales de circuler à une plus grande vitesse. Ainsi sur des tablettes à écrire on retrouve des images qui figurent sur Notre-Dame de Paris et sur la cathédrale d'Amiens.

## Artistes gothiques européens
Listés chronologiquement.
- Mastro Guglielmo XIIe siècle. Sculpteur italien
- Maestro Esiguo XIIIe siècle
- Maître de Naumburg XIIIe siècle

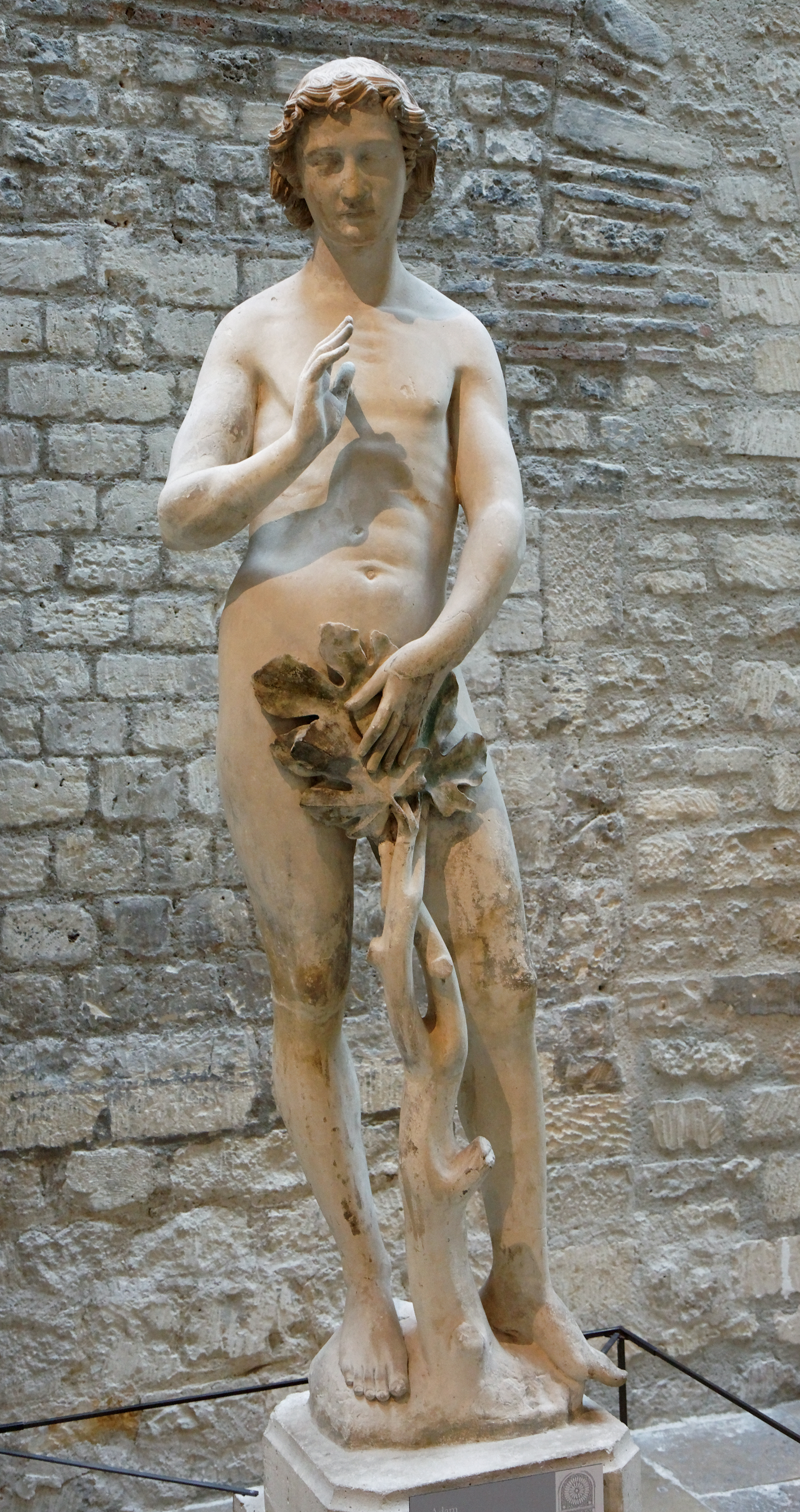
Adam, vers 1260. Statue provenant de la cathédrale Notre-Dame de Paris. L'artiste s'est attaché à un certain naturalisme inspiré des formes de l'Antiquité classique.

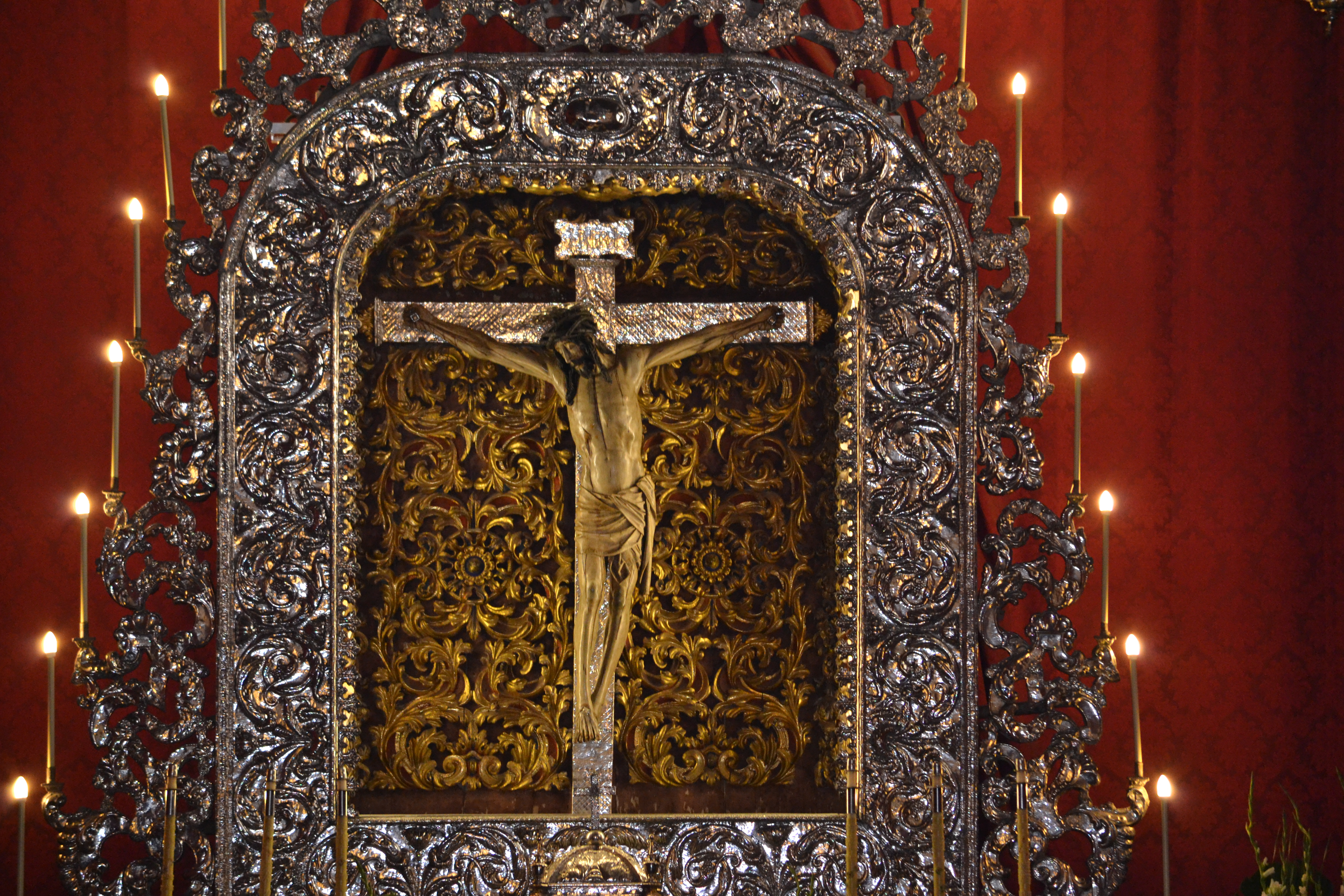
Image du Cristo de La Laguna (Tenerife, Espagne) provenant de Flandre et datée entre 1510-1514.

- Benedetto Antelami 1178-1196 Sculpteur italien
- Nicola Pisano 1220-1284 Sculpteur italien
- Fra Guglielmo 1235-1310 Sculpteur Italien
- Guido Bigarelli 1238-1257 Sculpteur italien
- Giovanni Pisano 1250-1314 Sculpteur italien
- Lorenzo Maitani 1255-1330 Sculpteur et architecte italien
- Tino di Camaino 1285-1337 Sculpteur italien
- Évrard d'Orléans 1292-1357 Sculpteur français
- Andrea Pisano 1295-1348 Sculpteur italien
- Giovanni di Balduccio 1300-1360 Sculpteur italien
- Goro di Gregorio 1300-1334 Sculpteur italien
- Gano di Fazio 1302-1318 Sculpteur italien
- Agostino di Giovanni 1310-1347 Sculpteur italien
- Allegretto Nuzi 1315-1373 Sculpteur italien
- Peter Parler 1330-1399 Sculpteur allemand
- Jacobello Dalle Masegne Died 1409 Sculpteur italien
- Giovanni da Campione 1340-1360 Sculpteur italien
- Bonino da Campione 1350-1390 Sculpteur italien
- Giovanni da Milano 1350-1369 Peintre italien
- Jean de Marville Début du XIVe siècle- 1389) Sculpteur originaire du Nord de la France ou de la Meuse
- Giovanni Bon 1355-1443, sculpteur et architecte italien
- Claus Sluter, né à Haarlem vers 1355 - + fin 1405 où janvier 1406 à Dijon Sculpteur
- Jean de Thoiry 1365-1409, sculpteur originaire du nord de la France, actif à Pariw et Rouen
- Nanni di Bartolo Sculpteur École florentine
- Claus de Werve, vers 1380-1439 Sculpteur néerlandais
- Georges le Dalmate (vers 1410-1475)
- Jean de la Huerta (1413-1462), né à Daroca (Aragon)
- Antoine Le Moiturier 1425-1480, né à Avignon
- Bernt Notke ca. 1435-1508 Peintre et sculpteur saxon Lübeck
- Jan Borreman Entre 1479 et 1520 Sculpteur des anciens Pays-Bas
- Tilman Riemenschneider Né vers 1460, mort à Würzburg le 7 juillet 1531 Sculpteur allemand
- Passchier Borreman Première moitié du XVIe siècle Sculpteur des anciens Pays-Bas